# Discografia de Pedro Sampaio
A discografia de Pedro Sampaio, um DJ e cantor brasileiro, consiste em 2 álbuns de estúdio, 1 extended play (EP), 43 singles (incluindo 2 como artista convidado) e 1 single promocional.

## Álbuns

### Álbuns de estúdio
| Título         | Detalhes do álbum                                                                                | Melhores posições nas paradas | Melhores posições nas paradas | Certificações              |
| Título         | Detalhes do álbum                                                                                | FRA                           | POR                           | Certificações              |
| -------------- | ------------------------------------------------------------------------------------------------ | ----------------------------- | ----------------------------- | -------------------------- |
| Chama Meu Nome | - Lançamento: 2 de fevereiro de 2022 - Gravadora: Warner - Formatos: Download digital, streaming | 99                            | 35                            | - PMB: Platina - AFP: Ouro |
| Astro          | - Lançamento: 4 de setembro de 2024 - Gravadora: Warner - Formatos: Download digital, streaming  | —                             | 18                            |                            |

## Extended plays(EPs)
| Título   | Detalhes do EP                                                                               |
| -------- | -------------------------------------------------------------------------------------------- |
| Remixes! | - Lançamento: 5 de junho de 2020 - Gravadora: Warner - Formatos: Download digital, streaming |

## Singles

### Como artista principal

#### Década de 2010
| Ano                                                                                            | Canção                                              | Melhores posições nas paradas | Certificações   | Álbum                     |
| Ano                                                                                            | Canção                                              | POR                           | Certificações   | Álbum                     |
| ---------------------------------------------------------------------------------------------- | --------------------------------------------------- | ----------------------------- | --------------- | ------------------------- |
| 2017                                                                                           | "Eita!" (part. Jhama)                               | —                             |                 | Adicionado a nenhum álbum |
| 2018                                                                                           | "Bota pra Tremer"                                   | —                             |                 | Adicionado a nenhum álbum |
| 2019                                                                                           | "Vai Menina"                                        | —                             | - AFP: Ouro     | Adicionado a nenhum álbum |
| 2019                                                                                           | "Fica à Vontade"                                    | —                             |                 | Adicionado a nenhum álbum |
| 2019                                                                                           | "Aquecimento do Pedro Sampaio" (com MC Jefinho)     | —                             |                 | Adicionado a nenhum álbum |
| 2019                                                                                           | "Chama Ela" (com Lexa)                              | —                             | - PMB: Diamante | Lexa                      |
| 2019                                                                                           | "Sentadão" (com Felipe Original e JS o Mão de Ouro) | 45                            | - AFP: Platina  | Adicionado a nenhum álbum |
| "—" indica singles que não conseguiram entrar nas paradas ou não foram lançados no território. |                                                     |                               |                 |                           |

#### Década de 2020
| Ano | Canção                                                                                | Melhores posições nas paradas | Melhores posições nas paradas | Melhores posições nas paradas | Melhores posições nas paradas | Melhores posições nas paradas | Melhores posições nas paradas | Melhores posições nas paradas | Certificações                                         | Álbum                                        |
| Ano | Canção                                                                                | BRA Airplay                   | BRA Stream                    | BÉL (VAL)                     | FRA                           | GLO                           | POR                           | SUÍ                           | Certificações                                         | Álbum                                        |
| --- | ------------------------------------------------------------------------------------- | ----------------------------- | ----------------------------- | ----------------------------- | ----------------------------- | ----------------------------- | ----------------------------- | ----------------------------- | ----------------------------------------------------- | -------------------------------------------- |
| 2020 | "Pode Dançar"                                                                         | —                             | *                             | —                             | —                             | —                             | —                             | —                             |                                                       | Adicionado a nenhum álbum                    |
| 2020 | "Larissa" (com Luan)                                                                  | —                             | *                             | —                             | —                             | —                             | —                             | —                             | - PMB: Platina                                        | Adicionado a nenhum álbum                    |
| 2021 | "Fala Mal de Mim" (com Daniel Caon e Wesley Safadão)                                  | 47                            | *                             | —                             | —                             | —                             | 73                            | —                             | - PMB: 3× Platina - AFP: Platina                      | Adicionado a nenhum álbum                    |
| 2021 | "Atenção" (com Luísa Sonza)                                                           | —                             | *                             | —                             | —                             | —                             | 40                            | —                             | - AFP: Platina                                        | Chama Meu Nome                               |
| 2021 | "Galopa"                                                                              | 83                            | 16                            | —                             | —                             | —                             | 2                             | —                             | - PMB: 2× Diamante - AFP: 5× Platina                  | Chama Meu Nome                               |
| 2021 | "No Chão Novinha" (com Anitta)                                                        | —                             | 22                            | —                             | —                             | —                             | 4                             | —                             | - PMB: Diamante - AFP: 2× Platina                     | Chama Meu Nome                               |
| 2022 | "Bagunça"                                                                             | —                             | —                             | —                             | —                             | —                             | 70                            | —                             | - PMB: Platina - AFP: Ouro                            | Chama Meu Nome                               |
| 2022 | "Dançarina" (com MC Pedrinho ou remix com Anitta e Dadju, part. Nicky Jam)            | 81                            | 1                             | 48                            | 11                            | 84                            | 1                             | 40                            | - PMB: 2× Diamante - AFP: 8× Platina - SNEP: Diamante | Chama Meu Nome                               |
| 2022 | "Olhadinha" (com Zé Felipe)                                                           | —                             | —                             | —                             | —                             | —                             | —                             | —                             |                                                       | Adicionado a nenhum álbum                    |
| 2022 | "Sal" (com Pabllo Vittar)                                                             | —                             | —                             | —                             | —                             | —                             | 191                           | —                             |                                                       | Adicionado a nenhum álbum                    |
| 2022 | "Não Se Vá" (com Leo Santana)                                                         | 34                            | —                             | —                             | —                             | —                             | —                             | —                             |                                                       | Adicionado a nenhum álbum                    |
| 2023 | "Ensaio das Maravilhas" (com Thaysa Maravilha)                                        | —                             | —                             | —                             | —                             | —                             | —                             | —                             |                                                       | Adicionado a nenhum álbum                    |
| 2023 | "Carinha de Bebê" (com Ana Castela)                                                   | —                             | —                             | —                             | —                             | —                             | 173                           | —                             |                                                       | Adicionado a nenhum álbum                    |
| 2023 | "Joia Rara" (com MC Tato)                                                             | —                             | —                             | —                             | —                             | —                             | 154                           | —                             |                                                       | Adicionado a nenhum álbum                    |
| 2023 | "Penetra" (Pedro Sampaio Remix) (com Pabllo Vittar e O Kannalha)                      | —                             | —                             | —                             | —                             | —                             | —                             | —                             |                                                       | After                                        |
| 2023 | "Escorpiana" (com MC Livinho e DJ Matt D)                                             | —                             | —                             | —                             | —                             | —                             | —                             | —                             |                                                       | Adicionado a nenhum álbum                    |
| 2023 | "Nem Aí" (com MC Ryan SP)                                                             | —                             | —                             | —                             | —                             | —                             | —                             | —                             |                                                       | Adicionado a nenhum álbum                    |
| 2023 | "Sequência Revolucionária" (com MC GW e MC Rogê)                                      | —                             | —                             | —                             | —                             | —                             | —                             | —                             |                                                       | Adicionado a nenhum álbum                    |
| 2023 | "Se Bater Saudade" (com Kadu Martins)                                                 | —                             | —                             | —                             | —                             | —                             | —                             | —                             |                                                       | Adicionado a nenhum álbum                    |
| 2023 | "PocPoc"                                                                              | —                             | 2                             | —                             | —                             | —                             | 1                             | —                             | - AFP: Platina                                        | Astro                                        |
| 2023 | "Joga pra Lua" (com Anitta e Dennis)                                                  | 37                            | 17                            | —                             | —                             | —                             | 48                            | —                             |                                                       | Funk Generation                              |
| 2024 | "Cavalinho" (com Gasparzinho e MC Meno K)                                             | —                             | 49                            | —                             | —                             | —                             | 51                            | —                             |                                                       | Astro                                        |
| 2024 | "Voando pro Pará (Pedro Sampaio Remix)" (com Joelma)                                  | —                             | —                             | —                             | —                             | —                             | —                             | —                             |                                                       | Isso É Calypso Tour Brasil: Ao Vivo em Belém |
| 2024 | "Sequência Colocadão" (com MC GW e MC Meno K, part. Delano)                           | —                             | —                             | —                             | —                             | —                             | —                             | —                             |                                                       | Adicionado a nenhum álbum                    |
| 2024 | "Tempos Modernos" (Atemporal Remix) (com Lulu Santos)                                 | —                             | —                             | —                             | —                             | —                             | —                             | —                             |                                                       | Atemporal                                    |
| 2024 | "Barulho do Prazer" (com Henry Freitas e MC GW)                                       | —                             | —                             | —                             | —                             | —                             | —                             | —                             |                                                       | Tudo Vira Terapia                            |
| 2024 | "Pedrin" (com DJ Topo)                                                                | —                             | —                             | —                             | —                             | —                             | —                             | —                             |                                                       | Astro                                        |
| 2024 | "Prece" (com MC Thiago)                                                               | —                             | —                             | —                             | —                             | —                             | —                             | —                             |                                                       | Astro                                        |
| 2024 | "Fama" (com Luísa Sonza)                                                              | —                             | —                             | —                             | —                             | —                             | —                             | —                             |                                                       | Astro                                        |
| 2024 | "Escada do Prédio" (com Marina Sena)                                                  | —                             | 6                             | —                             | —                             | —                             | 5                             | —                             |                                                       | Astro                                        |
| 2024 | "Sequência Striptease" (com MC GW, part. MC Talibã e MC Debby)                        | —                             | —                             | —                             | —                             | —                             | —                             | —                             |                                                       | Adicionado a nenhum álbum                    |
| 2025 | "Bota um Funk" (com Anitta e MC GW)                                                   | —                             | —                             | —                             | —                             | —                             | —                             | —                             |                                                       | Astro                                        |
| 2025 | "Si Las Gatas Se Amotinan" (Remix) (com Peipper, Jombriel e Locura Mix, part. DobleP) | —                             | —                             | —                             | —                             | —                             | —                             | —                             |                                                       | Adicionado a nenhum álbum                    |
| 2025 | "Perversa" (com J Balvin e Take a Daytrip)                                            | —                             | —                             | —                             | —                             | —                             | —                             | —                             |                                                       | Astro                                        |
| "—" indica singles que não conseguiram entrar nas paradas ou não foram lançados no território. "*" indica que a parada não existia naquela época. |                                                                                       |                               |                               |                               |                               |                               |                               |                               |                                                       |                                              |

### Como artista convidado
| Ano | Canção                                                       | Melhores posições nas paradas | Certificações   | Álbum                  |
| Ano | Canção                                                       | POR                           | Certificações   | Álbum                  |
| --- | ------------------------------------------------------------ | ----------------------------- | --------------- | ---------------------- |
| 2020 | "Balança" (WC no Beat e FP do Trem Bala part. Pedro Sampaio) | 127                           | - PMB: Diamante | Griff                  |
| 2020 | "Boca" (Bianca Andrade part. Pedro Sampaio)                  | —                             |                 | Não adicionado a álbum |
| "—" denota singles que não conseguiram entrar nas paradas musicais ou não foram lançados no território. |                                                              |                               |                 |                        |

### Singlespromocionais
| 2024                                                                           | "Can You Feel the Love Tonight" (Pedro Sampaio Remix)      | — | Não adicionado à nenhum álbum) |
| 2025                                                                           | "Quem Pede, Pede" (99 part. Pedro Sampaio e Ivete Sangalo) | — | Não adicionado à nenhum álbum) |
| "—" denota títulos que não entraram nas paradas ou não foram lançados no país. |                                                            |   |                                |

## Videoclipes
| Ano                    | Título                                                                               | Direção                        | Ref.                   |
| Como artista principal | Como artista principal                                                               | Como artista principal         | Como artista principal |
| ---------------------- | ------------------------------------------------------------------------------------ | ------------------------------ | ---------------------- |
| 2018                   | "Eita!" (part. Jhama)                                                                | —                              | [ 19 ]                 |
| 2018                   | "Bota pra Tremer"                                                                    | Pedro Sampaio                  | [ 20 ]                 |
| 2019                   | "Vai Menina"                                                                         | Pedro Tofáni                   | [ 21 ]                 |
| 2019                   | "Aquecimento do Pedro Sampaio" (com MC Jefinho)                                      | —                              | [ 22 ]                 |
| 2019                   | "Fica à Vontade"                                                                     | —                              | [ 23 ]                 |
| 2019                   | "Chama Ela" (com Lexa)                                                               | Kaique Alves                   | [ 24 ]                 |
| 2019                   | "Sentadão" (com Felipe Original e JS o Mão de Ouro)                                  | Fernando Moraes                | [ 25 ]                 |
| 2020                   | "Pode Dançar"                                                                        | Fernando Moraes                | [ 26 ]                 |
| 2020                   | "Larissa" (com Luan)                                                                 | Fernando Moraes                | [ 27 ]                 |
| 2021                   | "Fala Mal de Mim" (com Daniel Caon e Wesley Safadão)                                 | Fernando Moraes                | [ 28 ]                 |
| 2021                   | "Atenção" (com Luísa Sonza)                                                          | Pedro Sampaio Fernando Moraes  | [ 29 ]                 |
| 2021                   | "Galopa"                                                                             | Fernando Moraes                | [ 30 ]                 |
| 2021                   | "No Chão Novinha" (com Anitta)                                                       | Fernando Moraes                | [ 31 ]                 |
| 2022                   | "Bagunça"                                                                            | Diego Fraga                    | [ 32 ]                 |
| 2022                   | "Dançarina" (Remix) (com Anitta e Dadju part. Nicky Jam e MC Pedrinho)               | Marioo                         | [ 33 ]                 |
| 2022                   | "Olhadinha" (com Zé Felipe)                                                          | Diego Fraga                    | [ 34 ]                 |
| 2022                   | "Sal" (com Pabllo Vittar)                                                            | Leonardo Coelho                | [ 35 ]                 |
| 2022                   | "Não Se Vá" (com Leo Santana)                                                        | Fernando Moraes                | [ 36 ]                 |
| 2023                   | "Ensaio das Maravilhas" (com Thaysa Maravilha)                                       | Jhuan Martins                  | [ 37 ]                 |
| 2023                   | "Carinha de Bebê" (com Ana Castela)                                                  | Jacques Junior                 | [ 38 ]                 |
| 2023                   | "Joia Rara" (com MC Tato)                                                            | Mlk Brutal                     | [ 39 ]                 |
| 2023                   | "Penetra" (Pedro Sampaio Remix) (com Pabllo Vittar e O Kannalha)                     | Leocádio Rezende               | [ 40 ]                 |
| 2023                   | "Escorpiana" (com MC Livinho e DJ Matt D)                                            | —                              | [ 41 ]                 |
| 2023                   | "Nem Aí" (com MC Ryan SP)                                                            | Gigs                           | [ 42 ]                 |
| 2023                   | "Sequência Revolucionária" (com MC GW e MC Rogê)                                     | Jhuan Martins                  | [ 43 ]                 |
| 2023                   | "Se Bater Saudade" (com Kadu Martins)                                                | Victor VTX                     | [ 44 ]                 |
| 2023                   | "PocPoc"                                                                             | Helder Fruteira                | [ 45 ]                 |
| 2023                   | "Joga pra Lua" (Visualizer) (com Anitta e Dennis)                                    | —                              | [ 46 ]                 |
| 2024                   | "Cavalinho" (Remix) (com Gasparzinho)                                                | Bernie Walbenny                | [ 47 ]                 |
| 2024                   | "Voando pro Pará" (Pedro Sampaio Remix) (com Joelma)                                 | —                              | [ 48 ]                 |
| 2024                   | "Sequência Colocadão" (com MC GW e MC Meno K part. Delano)                           | Bella Fernandes                | [ 49 ]                 |
| 2024                   | "Tempos Modernos" (Atemporal Remix) (com Lulu Santos)                                | Guilherme Brehm                | [ 50 ]                 |
| 2024                   | "Barulho do Prazer" (com Henry Freitas e MC GW)                                      | —                              | [ 51 ]                 |
| 2024                   | "Pedrin" (com DJ Topo)                                                               | Maurício Kessler               | [ 52 ]                 |
| 2024                   | "Prece" (com MC Thiago)                                                              | —                              | [ 53 ]                 |
| 2024                   | "Fama" (com Luísa Sonza)                                                             | —                              | [ 54 ]                 |
| 2024                   | "Escada do Prédio" (com Marina Sena)                                                 | —                              | [ 55 ]                 |
| 2024                   | "Can You Feel the Love Tonight" (Pedro Sampaio Remix)                                | —                              | [ 56 ]                 |
| 2024                   | "Sequência Striptease" (com MC GW part. MC Talibã e MC Debby)                        | —                              | [ 57 ]                 |
| 2025                   | "Bota um Funk" (com Anitta e MC GW)                                                  | —                              | [ 58 ]                 |
| 2025                   | "Si Las Gatas Se Amotinan" (Remix) (com Peipper, Jombriel e Locura Mix part. DobleP) | Tomas Redote                   | [ 59 ]                 |
| 2025                   | "Perversa" (com J Balvin e Take a Daytrip)                                           | —                              | [ 60 ]                 |
| Como artista convidado |                                                                                      |                                |                        |
| 2020                   | "Balança" (WC no Beat e FP do Trem Bala part. Pedro Sampaio)                         | Romulo Menescal Vinícius Olivo | [ 61 ]                 |
| 2020                   | "Boca" (Bianca Andrade part. Pedro Sampaio)                                          | Rafael Carvalho                | [ 62 ]                 |
| 2025                   | "Quem Pede, Pede" (99 part. Pedro Sampaio e Ivete Sangalo)                           | —                              | [ 63 ]                 |